# 格索伊瑟國家公園
47°36′0″N 14°45′0″E / 47.60000°N 14.75000°E

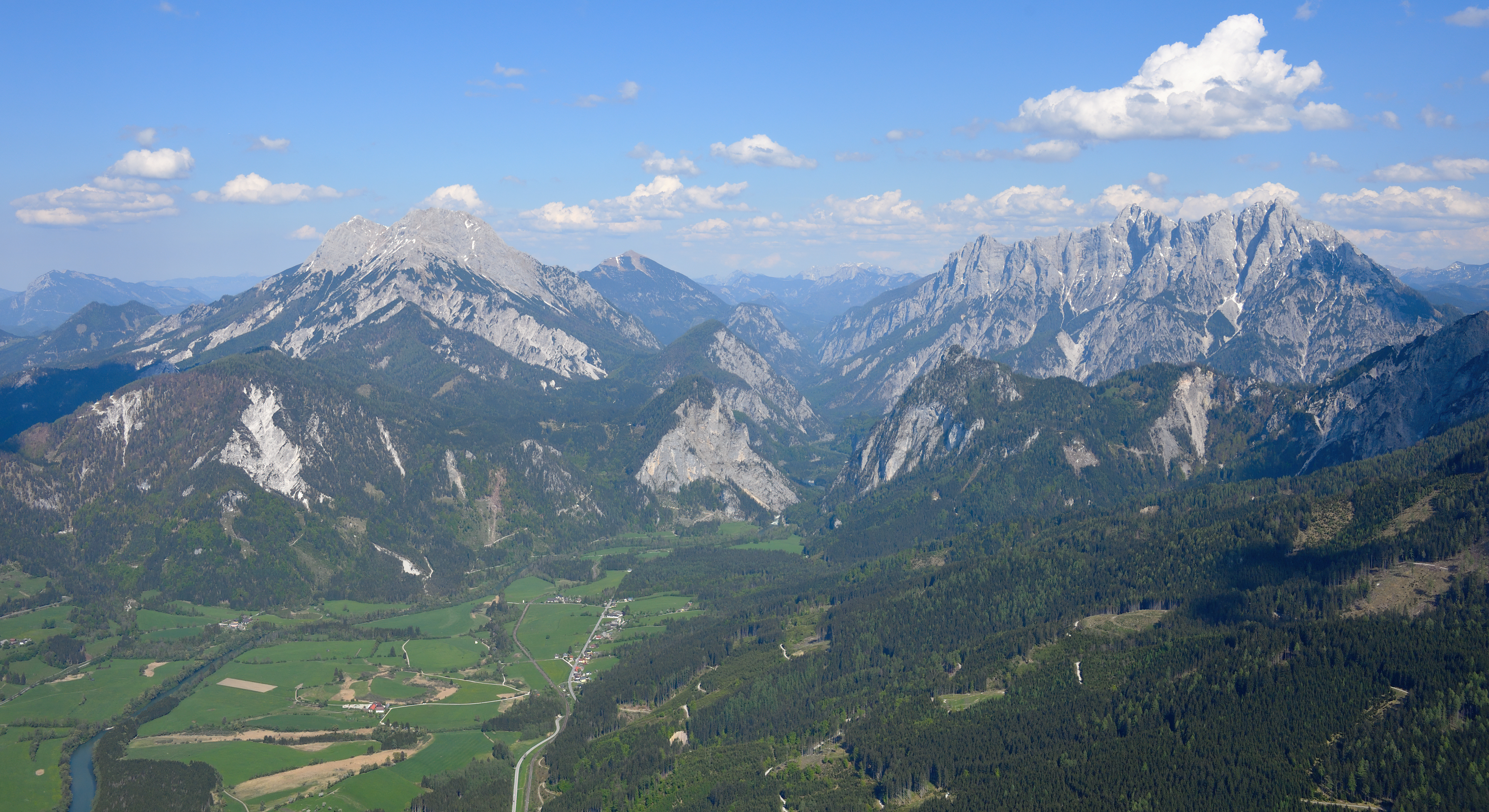

格索伊瑟國家公園是奧地利的國家公園，位於該國東南部施泰爾馬克州，處於恩斯塔爾阿爾卑斯山脈地區，成立於2002年10月26日，面積110平方公里。